# KB Uhren Rottweil
KB Uhren war ein deutscher Uhrenhersteller.

## Entstehung
Im Jahre 1957 gründete Konrad Bihl in Dietingen bei Rottweil die Firma KB electric, die sich zunächst mit der Fertigung feinmechanischer Teile und der Serienfertigung von Reiseweckern beschäftigte. Nach dem Umzug in ein neues Produktionsgebäude in Rottweil wurde eine vielfältige Uhrwerkeproduktion aufgebaut. Nach dem Ausscheiden des Firmengründers übernahm Werner Graf im Jahr 1980 die Geschäftsführung. Der Schwerpunkt der Firma hatte sich inzwischen verschoben: So entstand eine Uhrenmanufaktur, die mit außergewöhnlichen Modellen und Spezialanfertigungen auf sich aufmerksam machte. Passend dazu lautete der Firmenslogan „KB…die tickende Idee“.

## Produktion
Ein Schwerpunkt der Produktion waren hochwertige Tisch- und Wanduhren. Durch Spezialisierung auf Kleinserien und Produktion vor Ort konnten viele Sonderfertigung erfüllt werden. Zu den Kunden, die sich ihre Werbung von KB gestalten ließen, gehörten so in den Folgejahren zum Beispiel Mercedes-Benz, der Bayerische Rundfunk, Henkel, Borussia Mönchengladbach und sogar der irakische Diktator Saddam Hussein. Aber auch das saudische Königshaus, die Bundespräsidenten Richard von Weizsäcker und Johannes Rau, Michail Gorbatschow oder der Fußballverband der Vereinigten Arabischen Emirate gehörten zum Kundenkreis der Rottweiler.
Mit den Jahren entstanden nun Nachbauten von Straßenuhren im Miniaturformat. Bei Sammlern heiß begehrt ist bis heute die Persil-Uhr, eine Sonderanfertigung für die Firma Henkel. In ihrem Sockel befindet sich ein Spezialwerk, welches per Kardanwelle auf alle 4 Zifferblätter zugleich die Zeit überträgt. 
Basierend auf dieser Technik entwickelte man Nachbauten der in Hannover stehenden Kröpcke-Uhr, ebenso der Broadway-Clock, die man in New York und San Francisco findet. Als 1983 in Dortmund die „Schlanke Mathilde“ wiedererrichtet wurde, stand auch in Rottweil schon das erste Modell dieser Uhr im Regal. 
Nur in einer Kleinserie entstand die Riyadh Tower Clock, die, im Holzkoffer geliefert, vor allem den arabischen Markt ansprechen sollte. Der Nachbau der Pariser Uhr an der „Rue de la Paix“ gehört ebenso in diese Reihe wie auch die Uhr am Potsdamer Platz in Berlin. Diese einst als Ampel verwendete Uhr am Potsdamer Platz wurde nach dem Mauerfall wieder am alten Ort aufgebaut. Mit allerdings 5 Zifferblättern ist sie etwas anders als die Vierzifferblattuhren.

## Sonderproduktion
Zu Ehren des Pfarrers und Uhrentüftlers Philipp Matthäus Hahn stellte KB im Jahre 1990 für das Philipp Matthäus Hahn-Museum in Albstadt eine limitierte Sonderauflage einer von ihm entworfenen Kuhschwanzpendeluhr her. 
Eine besondere Leistung war auch das Tischuhrenmodell „Moontime“, einer Mondphasenuhr für die Firma Bunz. 
Ob überdimensionale Wecker oder rückwärtslaufende Uhren, es gab kaum etwas, das die Uhrenschmiede um Werner und Anita Graf nicht umgesetzt hatten: So bauten sie Uhren in LKW-Radkappen, in Spangen von Eisenbahnschienen, Rohrschellen, erfanden verschiedene Weltzeituhren und kreierten sogar auf Wunsch einer Stahlfirma Nussknacker aus Baustahl.

## Die Jahre nach 1990
Weil Rottweil an die Deutsche Uhrenstraße angeschlossen ist, konnten auch Touristen den Weg in die Produktionsstätte finden. Sogar ein japanischer Fernsehsender reiste einmal eigens an, um einen Film über die speziellen Uhren der Marke „KB“ zu drehen.
Als zu Beginn der 1990er Jahre die gesamte Feinmechanik- und Uhrenbranche unter der schwachen Wirtschaftslage und der Dumpingpreismentalität in die Knie ging, musste auch KB Uhren im Jahr 1994 Insolvenz anmelden.